# Пічевка (Зубово-Полянський район)
Пі́чевка (рос. Пичевка, ерз. Пиченя) — селище у складі Зубово-Полянського району Мордовії, Росія. Входить до складу Анаєвського сільського поселення.
Населення — 167 осіб (2010; 170 у 2002).
Національний склад (станом на 2002 рік):
- мордва — 98 %